# Tower (Irlanda)
Tower (in irlandese: Teamhair)  è una cittadina della contea di Cork nella Repubblica d'Irlanda.